# Kai Kazmirek
Kai Kazmirek (Torgau, 28 gennaio 1991) è un multiplista tedesco.
In carriera ha conquistato una medaglia di bronzo ai mondiali di Londra 2017, una medaglia d'oro agli europei under 23 di Tampere 2013, nonché un bronzo agli europei juniores di Novi Sad 2009.

## Biografia
Nato a Torgau da padre di origine polacca, da ragazzino si appassiona inizialmente nel salto in alto, per poi focalizzarsi nelle prove multiple.
Agli europei juniores di Novi Sad 2009 si fregia della medaglia di bronzo con un punteggio complessivo di 7 639, battuto dal belga Thomas van der Plaetsen e dallo svedese Petter Olson.
Il 12 luglio 2013 si laurea campione del decathlon agli europei under 23 di Tampere con 8 366 punti, avendo la meglio di Ilya Shkurenyov (8 279) e Adam Helcelet (8 252). Malgrado il successo non ottiene la qualificazione ai mondiali di Mosca 2013, poiché classificato al di fuori della top 3 del ranking tedesco.
Nell'agosto 2016, ai Giochi olimpici di Rio de Janeiro 2016, stabilisce il suo primato personale con 8 580 punti, terminando quarto dietro ad Ashton Eaton (8 893), Kévin Mayer (8 834) e Damian Warner (8 666).

## Progressione

### Decathlon
| Stagione | Punteggio | Luogo          | Data      | Rank. Mond. |
| -------- | --------- | -------------- | --------- | ----------- |
| 2017     | 8478 p.   | Ratingen       | 25-6-2017 |             |
| 2016     | 8580 p.   | Rio de Janeiro | 18-8-2016 |             |
| 2015     | 8462 p.   | Götzis         | 31-5-2015 |             |
| 2014     | 8471 p.   | Götzis         | 1-6-2014  |             |
| 2013     | 8366 p.   | Tampere        | 12-7-2013 |             |
| 2012     | 8130 p.   | Marburgo       | 22-7-2012 |             |
| 2011     | 7802 p.   | Filderstadt    | 5-6-2011  |             |

## Palmarès
| Anno | Manifestazione    | Sede           | Evento    | Risultato | Prestazione | Note                                     |
| ---- | ----------------- | -------------- | --------- | --------- | ----------- | ---------------------------------------- |
| 2009 | Europei juniores  | Novi Sad       | Decathlon | Bronzo    | 7639 p.     |                                          |
| 2010 | Mondiali juniores | Moncton        | Decathlon | 6º        | 7638 p.     |                                          |
| 2011 | Europei under 23  | Ostrava        | Decathlon | 6º        | 7800 p.     |                                          |
| 2013 | Europei under 23  | Tampere        | Decathlon | Oro       | 8366 p.     | Miglior prestazione personale            |
| 2014 | Mondiali indoor   | Sopot          | Eptathlon | 6º        | 6173 p.     | Miglior prestazione personale            |
| 2014 | Europei           | Zurigo         | Decathlon | 6º        | 8458 p.     |                                          |
| 2015 | Mondiali          | Pechino        | Decathlon | 6º        | 8448 p.     |                                          |
| 2016 | Giochi olimpici   | Rio de Janeiro | Decathlon | 4º        | 8580 p.     | Miglior prestazione personale            |
| 2017 | Mondiali          | Londra         | Decathlon | Bronzo    | 8488 p.     | Miglior prestazione personale stagionale |
| 2018 | Mondiali indoor   | Birmingham     | Eptathlon | 4º        | 6238 p.     | Miglior prestazione personale            |
| 2019 | Mondiali          | Doha           | Decathlon | 17º       | 7414 p.     |                                          |
| 2021 | Europei indoor    | Toruń          | Eptathlon | dnf       | dnf         |                                          |
| 2021 | Giochi olimpici   | Tokyo          | Decathlon | 14º       | 8126 p.     |                                          |
| 2022 | Mondiali indoor   | Belgrado       | Eptathlon | dnf       | dnf         |                                          |
| 2022 | Mondiali          | Eugene         | Decathlon | 12º       | 8113 p.     | Miglior prestazione personale stagionale |
| 2022 | Europei           | Monaco         | Decathlon | 8º        | 8151 p.     |                                          |
| 2023 | Europei indoor    | Istanbul       | Eptathlon | dnf       | dnf         |                                          |